# لنفوم سلول بزرگ
یک سیستم طبقه‌بندی برای لنفوم‌ها، تقسیم این بیماری‌ها برپایهٔ اندازه سلول‌های سفید خون است که جهش سرطانی داشته‌اند. درین تقسیم‌بندی لنفوم سلول بزرگ حالتی است که سلول‌ها اندازه ای بزرگ دارند. یک سلول بزرگ در این شرایط به قطر ۱۷ تا ۲۰ میکرومتر می‌رسد. گروه دیگر از لنفوم‌ها در این سیستم تقسیم‌بندی لنفوم سلول کوچک و لنفوم سلول درآمیخته است.

## انواع

### بی سل
لنفوم سلول بی بزرگ منتشر، شایع‌ترین لنفوم بزرگ سلول است. طبقه‌بندیمش در حال حاضر «لنفوم بزرگ سلول» را در زیرمجموعهٔ «لنفوم سلول بی بزرگ» گنجانده‌است.
بسیاری دیگر از لنفوم‌های بی سل نیز مشخصهٔ سلول‌های بزرگ را دارند:
- لنفوم آنژیوسنتریک
- لنفوم بورکیت
- لنفوم سلول بزرگ فولیکولی
- لنفوم ایمنوبلاستیک
- لنفوم میان رگ خونی سلول بزرگ
- مدیاستن لنفوم سلول B اولیه
- لنفوم سلول B غنی از سلول T
- لنفوم بزرگطحالی اولیه (نادر)
- لنفوم سیستم عصبی مرکزی اولیه که اغلب لنفوم بزرگ سلول بی منتشر هستند.

لنفوم بزرگ سلول ب منتشر با سلول ب منتشر (ABC-DLBCL) از فعال شدن نابجای یک مسیر میان یاخته ای بحرانی ایجاد می‌شود. این مسیر نشانه گذاری میان یاخته ای در فعال سازی و تکثیر سلول بی به صورت ثابت فعال می‌ماند و لنفوسیت را به سوی تکثیر بی‌رویه می‌راند. برای بازداری ازین مسیر دارویی به نام NBD بهره گرفته می‌شود که یک پپتید است و منجر به افزایش مرگ سولی در میان لنفوسیت‌های بدخیم می‌شود.

### سلول T
گاهی لنفوم سلول بزرگ در سلول‌های تی رخ می هد. لنفوم بزرگ سلول آناپلاستیک یک نمونه از یک لنفوم بزرگ سلول است که شامل سلول‌های T می‌شود. در میان لنفوم سلول T، این لنفوم بهترین پیش آگهی را دارد.